# Brumunddal
Brumunddal ist eine Stadt in der norwegischen Kommune Ringsaker in der Provinz (Fylke) Innlandet. Die Stadt liegt am See Mjøsa, stellt das Verwaltungszentrum von Ringsaker dar und hat 11.337 Einwohner (Stand: 1. Januar 2024).

## Geografie
Brumunddal ist ein sogenannter Tettsted, also eine Ansiedlung, die für statistische Zwecke als eine Ortschaft gewertet wird. Die Stadt liegt einige Kilometer nördlich der Stadt Hamar am Ostufer des Sees Mjøsa, dem flächenmäßig größten See Norwegens. Brumunddal liegt dabei am Ufer des nordöstlichen Mjøsa-Arms Furnesfjorden. In der Stadt mündet der von Nordosten auf Brumunddal zufließende Fluss Brumunda in den See Mjøsa.

## Geschichte
Brumunddal erhielt gemeinsam mit der ebenfalls in der Kommune Ringsaker liegenden Stadt Moelv im Jahr 2010 den Stadtstatus. Der Stadttitel kann in Norwegen vom Kommunalparlament vergeben werden und führt rechtlich zu keinen Änderungen. Grundlage für das Wachstum in Brumunddal legten die zur Stromproduktion nutzbaren Wasserfälle im Fluss Brumunda. Durch die Eröffnung des Bahnhofs Ende des 19. Jahrhunderts kam es zu einem weiteren Wachstum. Im 20. Jahrhundert wuchs Brumunddal zum größten Industriestandort des damaligen Fylkes Hedmark heran. In den 1980er- und 1990er-Jahren gingen jedoch viele Arbeitsplätze verloren.
Am 31. August 1991 kam es in Brumunddal zu Ausschreitungen, nachdem rechtsextreme Anhänger der rassistischen Folkebevegelsen Mot Innvandring (deutsch Volksbewegung gegen Einwanderung) mit Gegendemonstranten zusammenstießen. Zuvor war es dort bereits wiederholt zu rassistischen Handlungen gekommen. Von 1992 bis 1994 gab es den Aksjonsplan Brumunddal, ein Schulprojekt gegen Mobbing, Diskriminierung und Rassismus. Brumunddal und Brumunddal på nye veier (Brumunddal auf neuen Wegen) gelang es, den Rassismus einzudämmen und beispielhaft für Orte mit ähnlicher Problematik zu werden.
Die Brumunddal kirke ist eine Holzkirche aus dem Jahr 1965. Das 18-stöckige Hochhaus Mjøstårnet in Brumunddal wurde mit über 85 Metern im Jahr 2019 das bis dahin höchste je erbaute Holzhaus der Welt.

## Wirtschaft und Infrastruktur

### Verkehr
Von Hamar im Süden führt die Europastraße 6 (E6) auf Brumunddal zu. Von dort verläuft sie weiter in den Nordwesten zur Stadt Moelv und von dort weiter Richtung Lillehammer. In Brumunddal zweigen mehrere Fylkesveier von der E6 ab. Das Straßennetz auf dem Gebiet ist relativ dicht. Ebenfalls von Hamar nach Brumunddal und von dort weiter Richtung Moelv und Lillehammer führt die Bahnlinie Dovrebanen. Der Bahnhof der Stadt wurde 1894 eröffnet, als die Strecke von Hamar bis nach Tretten in Betrieb genommen wurde. Vom Osloer Hauptbahnhof Oslo S ist der Bahnhof etwa 140 Schienenkilometer entfernt.

### Wirtschaft
Die Stadt ist heute das Handels- und Dienstleistungszentrum für den Großteil der Kommune Ringsaker, vor allem auch im Bereich des für die Kommune bedeutenden Wirtschaftszweigs der Landwirtschaft. Die Bedeutung der Industrie ging mit der Zeit zurück, nachdem Brumunddal einige Zeit der größte Industriestandort im damaligen Fylke Hedmark war. Die größte Fabrik der Stadt gehört zum Lebensmittelkonzern Tine. Das Unternehmen Berger Langmoen A/S, das in der Holzindustrie tätig war, war lange ein für die Stadt bedeutendes Unternehmen. Aus Brumunddal stammt die Regionalzeitung Ringsaker Blad.

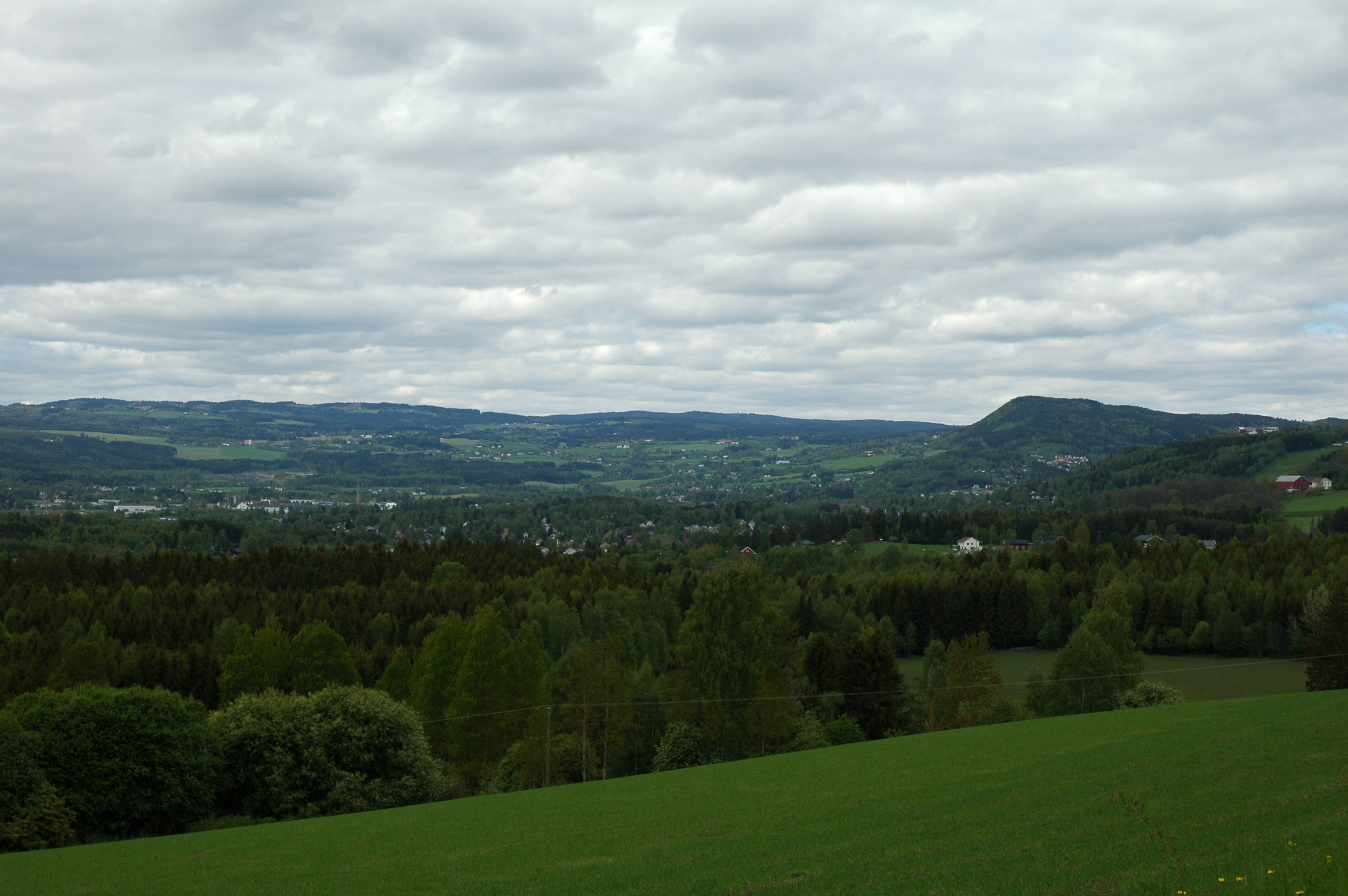
Blick auf die Landschaft von Brumunddal
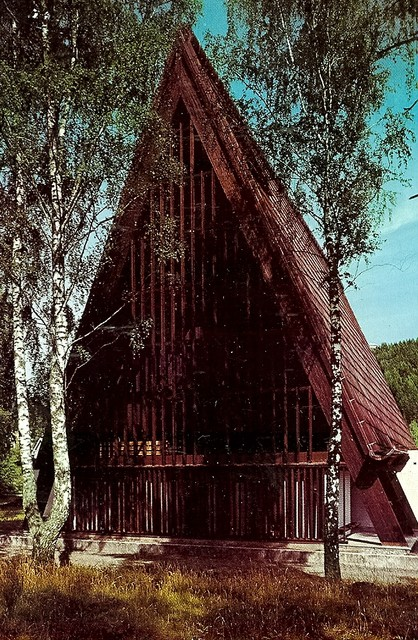
Kirche in Brumunddal
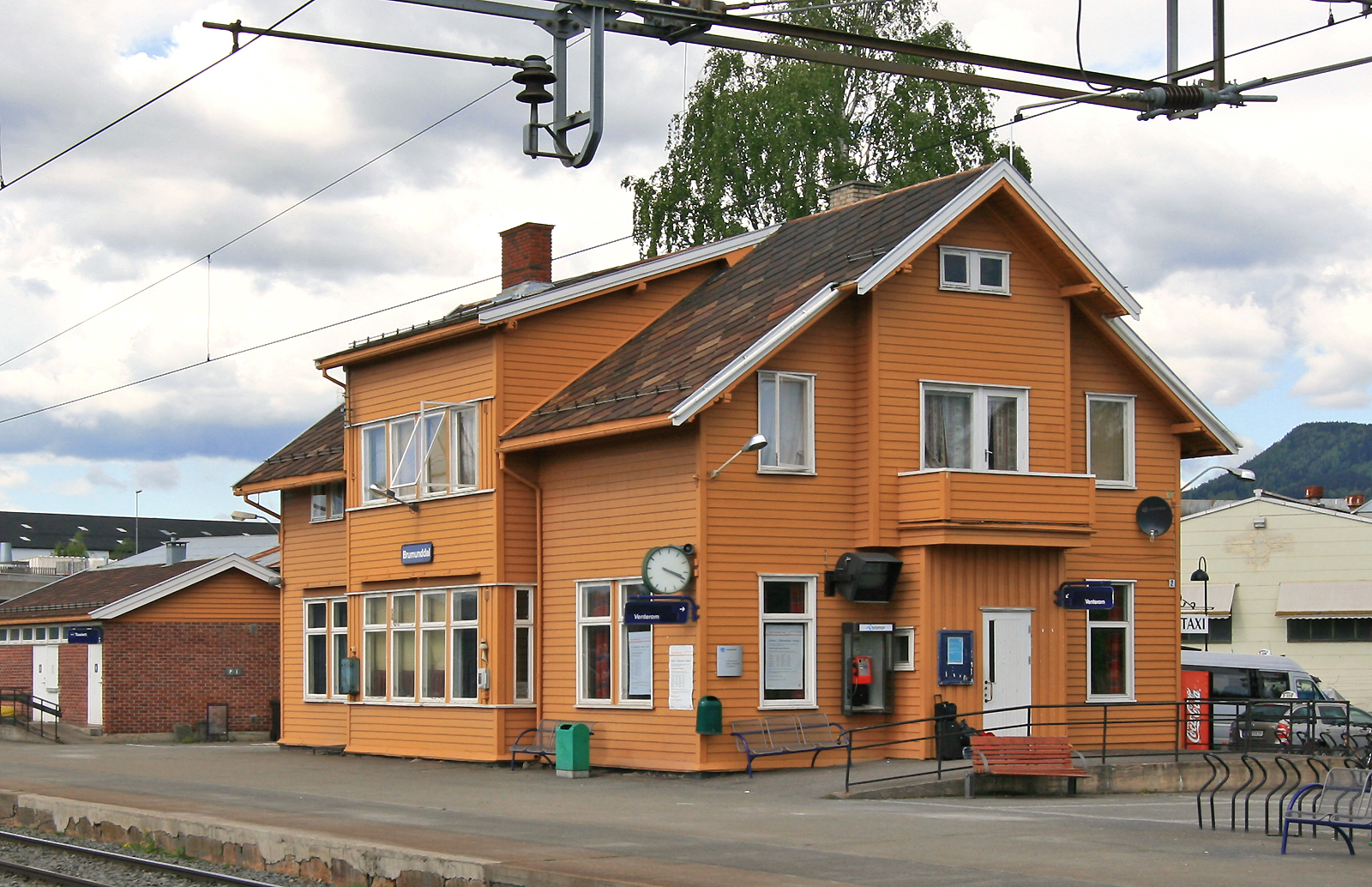
Bahnstation Brumunddal (Brumunddal stasjon)
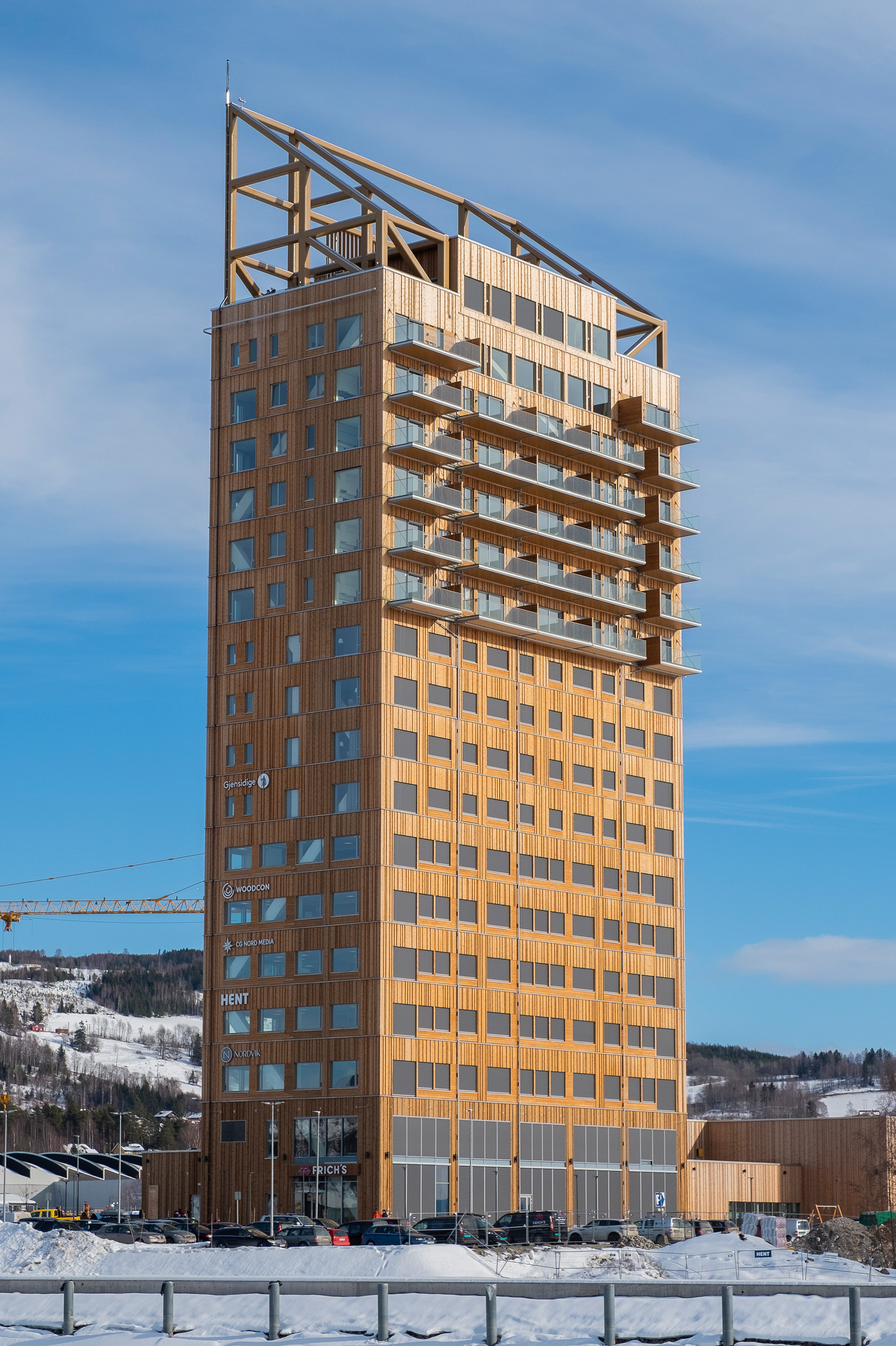
Mjøstårnet

## Name
Brumunddal wurde im Jahr 1578 als Bremund erwähnt. Der Name leitet sich vom Flussnamen Brumunda ab, die Nachsilbe -dal bedeutet „Tal“. Die Einwohner der Stadt Brumunddal werden im Norwegischen Brumunddøl genannt.

## Persönlichkeiten
- Sigbjørn Johnsen (* 1950),  Politiker der Arbeiderpartiet
- Anders Buchardt (* 1974), Unternehmer und Autorennfahrer
- Gaute Ormåsen (* 1983), Sänger und Schauspieler